# Japanse Zee
De Japanse Zee (Japans: 日本海, Nihonkai; Chinees: 日本海, Rìběnhǎi; Russisch: Япо́нское мо́ре, Japónskoje móre; Koreaans: 동해 of 조선동해, als „(Koreaanse) Oostzee”) is een binnenzee in het westen van de Grote Oceaan en wordt omringd door de Japanse eilanden Hokkaido, Honshu en Kyushu, het eiland Sachalin en het Koreaans Schiereiland.

## Naam
De naam van de zee verschilt in de omliggende landen. In het Japans wordt de zee Nihonkai genoemd, (日本海) en in het Russisch Japonskoje more (Японское море). Beide zijn te vertalen als „Japanse Zee”, zoals de zee in het Nederlands ook genoemd wordt. In het Koreaans wordt de zee echter „Oostzee” (東海/동해, Donghae) genoemd (in Noord-Korea als „Koreaanse Oostzee” (朝鮮東海/조선동해, Chosŏn Tonghae).

## Beschrijving
De Japanse Zee is 978.000 km² groot en maximaal zo’n 2000 kilometer lang en maximaal 1000 kilometer breed. De gemiddelde waterdiepte is 1752 meter, met het diepste punt op 3742 meter onder de zeespiegel.

### Omringende landen
Vier landen liggen aan de Japanse Zee:
- Japan
- Rusland
- Zuid-Korea
- Noord-Korea

Enkele belangrijke kuststeden zijn: Vladivostok (Rusland), Busan (Zuid-Korea) en Kanazawa (Japan).

Voorlopige grens tussen Japan en Zuid-Korea

Zuid-Korea en Japan hebben een verschil van mening over aan wie de Rotsen van Liancourt toebehoren. Hierdoor is er ook een discussie over de grenzen van de exclusieve economische zone. De eilanden zelf zijn klein en economisch niet relevant maar rondom is het water visrijk en wellicht zitten er nog grondstoffen onder de zeebodem. Zuid-Korea heeft op de eilanden een kleine politiemacht en een vuurtoren. In de jaren vijftig heeft de Koreaanse marine menig Japans visserschip aan de ketting gelegd en de bemanning gevangengezet. Voor de visserij hebben de landen wel afspraken kunnen maken, maar het aanhoudende meningsverschil over de grens is voor allebei nog een bron van ergernis.

### Zeestraten
Er zijn vijf zeestraten die de verbinding maken met de Stille Oceaan. In het noorden ligt de Tatarensont tussen het Aziatische (Russische) vasteland in het westen en het eiland Sachalin in het oosten. Deze straat staat in verbinding met de Zee van Ochotsk. De Straat La Pérouse scheidt het zuidelijke deel van Sachalin van het noordelijke deel van het Japanse eiland Hokkaido. Ten zuiden hiervan ligt Straat Tsugaru tussen de twee eilanden Honshu en Hokkaido in het noorden van Japan. Zuidelijker ligt de smalle Straat van Kanmon tussen de eilanden Honshu en Kyushu. Helemaal in het zuiden van de Japanse Zee ligt Straat Korea die de verbinding vormt met de Gele Zee. De openingen zijn relatief klein waardoor het water van de Japanse Zee minder zout is dan in de Stille Oceaan. Het meeste water stroomt de zee in via Straat Korea.

## Klimaat
De zee heeft een zeeklimaat. In de periode van oktober tot maart is er een sterke noordwestelijke moesson. De droge lucht vanuit Siberië waait over het relatief warme zeewater met veel sneeuw tot gevolg in Japan. In deze periode komen ook veel tyfonen voor. De koudste maanden zijn januari en februari wanneer het tot 20 °C kan vriezen in het noorden met veel ijsvorming tot gevolg. In het zuidelijke deel van de zee blijft de gemiddelde temperatuur boven het vriespunt. De zee is slechts drie maanden per jaar volledig ijsvrij.
In de zomermaanden waait een warme en natte wind vanuit de Stille Oceaan naar Siberië. Augustus is de warmste maand met een gemiddelde temperatuur van 25 °C in het zuiden en 15 °C in het noorden.